# Fertőszéplak
Fertőszéplak là một thị trấn thuộc hạt Győr-Moson-Sopron, Hungary. Thị trấn này có diện tích 21,78 km², dân số năm 2010 là 1282 người, mật độ 59 người/km².